# Strange Days
Strange Days је други албум америчке рок групе The Doors, изашао октобра 1967. године.

## Списак песама
1. - 3:05
2. - 2:59
3. - 3:14
4. - 1:56
5. - 1:35
6. - 3:04
7. - 2:09
8. - 2:26
9. - 3:23
10. - 10:57